# Зенгиди
Зенги или Занги е сунитска мюсюлманска династия с огузки произход , която управлява части от Леванта и Джазира (Горна Месопотамия) и е васална на Велики Селджук в периода 1127 – 1250 г. 

## История
Династията е основана от Имад ад-Дин Зенги, който става селджукски атабег (управител) на Мосул през 1127 г.  Той бързо става най-силният владетел в Северна Сирия и Ирак, като превзема Алепо от разединените Ортокиди през 1128 г. и завоюва графство Едеса от кръстоносците през 1144 година. Този подвиг превръща Зенги в герой в мюсюлманския свят, но само две години по-късно, през 1146 г., той е убит от свой роб .
След смъртта на Зенги неговите територии са разделени, като Мосул и земите му в Ирак отиват при най-големия му син Саиф ад-Дин Гази I, а Алепо и Едеса попадат при втория му син Нур ад-Дин Зенги, атабег на Алепо. Нур ад-Дин се оказва също толкова способен, колкото и баща му. През 1149 г. той побеждава Раймон дьо Поатие, княз на Антиохия, в битката при Инаб, а на следващата година завладява останките на графство Едеса на запад от река Ефрат. През 1154 г. той увенчава тези успехи с превземането на Дамаск от династията Буриди, която го управлява.
Управлявайки вече от Дамаск, Нур ад-Дин продължава успехите си. Той пленява друг антиохийски княз, Рено дьо Шатийон, а териториите на княжество Антиохия силно намаляват. През 1160-те години Нур ад-Дин се съсредоточава преди всичко в желанието си да установи контрол над шиитския Фатимидски халифат, като при това се конкурира с йерусалимския крал Амалрик от Йерусалим. В крайна сметка кюрдският генерал на Нур ад-Дин – Ширкух – успява да завладее Фатимидски Египет през 1169 г., а наследилият го като управител на Египет негов племенник Саладин в крайна сметка изцяло отхвърля контрола на Нур ад-Дин и създава своя династия – Аюбиди.
Нур ад-Дин неочаквано умира през 1174 година, когато се готви да нахлуе в Египет, за да постави Саладин на мястото му. Неговият единствен син и наследник Ас-Салих Исмаил ал-Малик е принуден да избяга в Алепо, където управлява до 1181 г., когато е убит и заменен от роднината си – атабега на Мосул. Две години по-късно Саладин завладява Алепо, слагайки край на управлението на Зенгидите в Сирия.
Зенгидските принцове продължават да управляват в Северен Ирак и през XIII век, като управляват Мосул до 1234 г.; тяхното управление приключва окончателно през 1250 година с монголското нашествие.

## Зенгидски владетели

### Атабегове и емири на Мосул
- Имад ад-Дин Зенги I 1127 – 1146
- Сайф ал-Дин Гази I 1146 – 1149
- Кут ал-Дин Маудуд 1149 – 1170
- Сайф ал-Дин Гази II 1170 – 1180
- Изз ал-Дин Масуд 1180 – 1193
- Нур ал-Дин Арслан Шах I 1193 – 1211
- Изз ал-Дин Масуд II 1211 – 1218
- Нур ал-Дин Арслан Шах II 1218 – 1219
- Nasir ad-Din Mahmud 1219 – 1234
- Badr al-Din Lu'lu ' (а не Zengid) 1234 – 1259

### Емири на Алепо
- Имад ад-Дин Зенги I 1128 – 1146
- Нур ад-Дин Зенги 1146 – 1174
- Ас-Салих Исмаил ал-Малик 1174 – 1181
- Имад ал-Дин Зенги II 1181 – 1183

### Емири на Дамаск
- Нур ад-Дин Зенги 1154 – 1174
- Ас-Салих Исмаил ал-Малик 1174 г

### Емири на Синджар (в Северен Ирак)
- Имад ал-Дин Зенги II 1171 – 1197
- Кут ал-Дин Мохамед 1197 – 1219
- Имад ал-Дин Шаханша 1219 – 1220
- Джалал ал-Дин Махмуд 1219 – 1220
- Фат ал-Дин Умар 1219 – 1220

### Емири на Джазира (в Северен Ирак)
- Mu'izz al-Din Sanjar Shah 1180 – 1208
- Mu'izz al-Din Mahmud 1208 – 1241
- Махмуд ал Малик ал-Захир 1241 – 1250